# Phreagena
Phreagena is een geslacht van tweekleppigen uit de familie Vesicomyidae.

## Soorten
De volgende soorten zijn bij het geslacht ingedeeld:
- Phreagena edisonensis (Okutani, Kojima & Kim, 2004)
- Phreagena kilmeri (F.R. Bernard, 1974)
- Phreagena nankaiensis (Okutani, Kojima & Ashi, 1996)
- Phreagena ochotensis (Scarlato, 1981)
- Phreagena okutanii (Kojima & Ohta, 1997)
- Phreagena soyoae (Okutani, 1957)